# Brestskaja gaseta
Brestskaja gaseta (russisch Брестская газета ‚Brester Zeitung‘) war eine belarussische nicht-staatliche Zeitung, die erstmals am 18. November 2002 erschien. Sie wurde über die Zeitungskioske „Belsajusdruk“, per Abonnement durch die Belpost und über Einzelhandelsgeschäfte in Brest und der Breszkaja Woblasz verteilt. Sie wurde hauptsächlich auf Russisch gedruckt. Die letzte Ausgabe wurde am 30. Dezember 2020 veröffentlicht.

## Ausgangsdaten
Die 24-seitige Wochenzeitung wurde im A3-Format gedruckt. Die Auflage im Dezember 2020 war 5230 Exemplare.

## Geschichte
Die erste Ausgabe der „Brestskaja gaseta“ wurde auf 12 Seiten veröffentlicht. Die maximale Seitenzahl während der Ausgabe betrug 40 Seiten. Der Ausgabetag war Donnerstag. Die erste und die letzte Seite waren zweifarbig (schwarz + rot).
Die „Brestskaja gaseta“ wurde auf 24 Seiten bis Ende 2020 veröffentlicht. Die Publikation positionierte sich als eine Zeitung für die ganze Familie, die eine Vielzahl von Informationen nicht nur über Brest und die Breszkaja Woblasz, sondern auch über das Land und die Welt im Allgemeinen veröffentlichte. Jede Ausgabe enthielt ein Fernsehprogramm (38 Kanäle), ein Kreuzworträtsel, ein Horoskop, Witze und Werbung. Die wichtigste redaktionelle Regel besteht darin, dem Leser ihre Meinung nicht aufzuzwingen, damit er seine eigenen Schlussfolgerungen ziehen kann. Die Zielgruppe der Zeitung ist die jüngere Generation.
Im Oktober 2013 aktualisierte die „Brestskaja Gaseta“ das Design: das Layout, die Schriftarten und das Logo wurden geändert.
Sie ist Mitglied der Assoziation der Verleger der regionalen Presse von Belarus, belarussisch Аб’яднаныя Масмедыі („Abjadnanyja Masmedyi“).
Im Jahr 2015 musste die Redaktion die Auflage der Zeitung aufgrund der Wirtschaftskrise in Belarus reduzieren.
Im Juni 2019 verweigerten Beamte einem Journalisten der „Brestskaja gaseta“ den Zugang zum neuen Gebäude des Brester Landgerichts zur thematischen Pressekonferenz anlässlich seiner Eröffnung wegen „fehlender Akkreditierung“. Die Zeitung berichtete aktiv über die Proteste gegen den Bau einer Batteriefabrik in der Nähe von Brest seit 2018.
Die Journalisten, die mit der Redaktion zusammenarbeiten, wurden bei den Protesten in Belarus 2020 in Brest wiederholt festgenommen und vor Gericht gestellt. Im Oktober 2020 schloss sich die Redaktion der gemeinsamen Erklärung des Belarussischen Journalistenverbandes und unabhängiger Medien im Zusammenhang mit dem Druck auf das Portal „TUT.BY“ und der Einschränkung des Zugangs zu unabhängigen Webseiten an. Die Zeitung war als vertrat den Standpunkt gegen Gewalt, berichtete über Proteste, startete eine Kampagne, um politische Gefangene zu erreichen, und veröffentlichte ihre Antworten auf ihre Briefe hinter Gittern.
Ende November wurde bekannt, dass die regionale Druckerei in Brest, in der die Zeitung alle 18 Jahre gedruckt wurde, den Druck der Ausgabe ab 2021 ohne Angabe von Gründen verweigert; das Fax darüber war vom Direktor der Druckerei, Wjatschaslau Schachlewitsch, unterzeichnet.
Anlässlich des „Drucks auf ein populäres unabhängiges regionales Druckerzeugnis“ wandte sich die Assoziation der Verleger der Regionalpresse von Belarus „Abjadnanyja Masmedyi“ an Schachlewitsch, die Exekutivkomitees der Stadt und der Breszkaja Woblasz und das Informationsministerium mit dem Ziel, bei der Revision des Beschlusses zu helfen. Laut Andrej Bastunez, Leiter des Belarussischen Journalistenverbandes, bestätigt die Situation mit der „Brestskaja gaseta“ den Druck der Behörden auf die regionale Presse, denn „die Tatsache, dass es auf der Ebene der Wirtschaftssubjekte geschieht, sollte niemanden täuschen“.
Um Vertragsstrafen wegen nicht garantierter Lieferung der Auflage zu vermeiden, wurde schließlich beschlossen, der Abonnementdienst von „Belpost“ für das erste Halbjahr 2021 nicht zu nutzen. Am 19. Januar 2021 wurde bekannt, dass „Brestskaja gaseta“ seine Veröffentlichung vorübergehend einstellte, da sich alle belarussischen Druckereien weigerten, die Zeitung zu drucken.
Am 8. Juli 2021 wurde die Redaktion im Rahmen eines groß angelegten Pogroms unabhängiger belarussischer Medien durchsucht. Die Gründe für die Durchsuchung waren unbekannt, zwei Tage später meldete die Redaktion, dass den Mitarbeitern sämtliche Geräte abgenommen worden seien.
Das Gericht in Brest hat die Website der Zeitung im November 2021 und ihren Telegrammkanal im April 2022 in die Liste der extremistischen Materialien aufgenommen.
2023 erklärte der KGB die „Brestskaja gaseta“ zu einer extremistischen Gruppe. Die Teilnahme an einer extremistischen Gruppe ist nach belarussischem Recht eine Straftat.

## Brestskaya Gazeta im Internet
Seit 2009 hat die „Brestskaja gaseta“ eine eigene Website, auf der ursprünglich Informationen veröffentlicht wurden, die auch in gedruckter Form erschienen. Der Inhalt der Website wurde einmal pro Woche aktualisiert.
Im Jahr 2017 wurde das Design der Website aktualisiert. Die Präsentation von Informationen hat sich verändert, Nachrichten begannen täglich zu erscheinen. Die Website enthält auch Materialien von Autoren, Videos, Fotoreportagen und Umfragen, die nicht in der Zeitung veröffentlicht werden.
Die „Brestskaja gaseta“ sendet seit 2011 online. Zum ersten Mal übertrugen Reporter am 6. Juli live einen stillen Protest in Brest.

## Beurteilungen
Nach Meinung von Daniil Schawrow, Lehrer an der Fakultät für Journalismus der Belarussischen Staatlichen Universität, zeichnet sich die Zeitung im Vergleich zu anderen Publikationen der Breszkaja Woblasz durch einen hohen Anteil an analytischen Materialien aus. Solche Artikel haben unterschiedliche geografische Schwerpunkte, sowohl national als auch regional, was sie potenziell für jedes Publikum interessant macht. Die Kolumnen des Chefredakteurs Wiktar Martschuk wurden positiv bewertet, und die Artikel einer Reihe anderer Autoren der Zeitung wurden als Beispiele angeführt.
Der Anwalt und politische Gefangene Maksim Snak schrieb im Januar 2021 in einem Brief an die Redaktion, er sei stolz auf das Redaktionsteam, „das selbst in den ausgeschlossensten Räumen ganz nahe war“ und „das sich selbst nicht verraten habe, denn es hätte leicht irgendetwas schreiben können, was auch gedruckt worden, aber wohl kaum gelesen worden wäre“.

## Auszeichnungen
- Das Diplom des regionalen Exekutivkomitees von Brest „Für das konstruktive Herangehen an die Erfassung verschiedener Lebensbereiche in der Region“ (2010).[32]
- Der Preis des Vorsitzenden des regionalen Exekutivkomitees von Brest „Für journalistischen Aktivismus“ an die Journalistin Zhanna Sidoruk (2011),[33] die ihn der Familie des Aktivisten Iwan Stassjuk überreichte, der am Vorabend der Aktion „Revolution durch soziale Netzwerke“ festgenommen und für 10 Tage wegen ordnungswidrigen Verhaltens und Ungehorsam gegenüber der Polizei inhaftiert wurde.[34]
- Das Diplom für den ersten Platz in der Nominierung „Bester investigativer Journalismus und Feedback von Lesern“ des Wettbewerbs „Beste Regionalzeitung des Jahres 2013“, der von der Assoziation der regionalen Presse von Belarus „Abjadnanyja Masmedyi“ organisiert wurde.[35]
- Das Diplom des dritten Grades in der Nominierung „Das beste analytische Material“ des Wettbewerbs „Die beste Regionalzeitung 2015“, der von der Assoziation der regionalen Presse von Belarus „Abjadnanyja Masmedyi“ organisiert wurde.[36]
- Sieg in den Kategorien „Beste Regionalzeitung des Jahres“, „Bester investigativer Journalismus“ (Ljudmila Selech und Alla Werstowa), „Beste soziale Aktion des Jahres“ des Wettbewerbs „Beste Regionalzeitung 2018“, der von der Assoziation der regionalen Presse von Belarus „Abjadnanyja Masmedyi“ organisiert wurde.[37]
- Sieg in den Kategorien „Bester investigativer Journalismus und Leserfeedback“ (Christina Galawiytschuk, für eine Geschichtenserie über hungernde Brüder), „Bildung und Kultur“ (Iryna Schatila, „russisch Купила антисептики за свой счёт“ („Ich kaufte Antiseptika auf eigene Kosten“)), „Belarussische Sprache“ (Maryja Maljauka, für eine Geschichtenserie „belarussisch Мова перамен“ („Die Sprache des Wandels“)) des Wettbewerbs „Beste regionale Medien“ der Assoziation der regionalen Presse von Belarus „Abjadnanyja Masmedyi“ im Jahr 2020.[38][39]